# Irlbach (Hahnbach)
 Irlbach ist ein Dorf und Gemeindeteil der Gemeinde Hahnbach im Landkreis Amberg-Sulzbach in der Oberpfalz in Bayern.

## Geschichte
Irlbach gehörte 1770 zur Vogtei Hahnbach und somit zum Landgericht Amberg; 1838 wurde ein eigenes Landgericht Vilseck gegründet und die Gemeinde Irlbach diesem zugeschlagen. 1862 wurden die Landgerichte Amberg und Vilseck zusammengelegt und es entstand das Bezirksamt (später Landkreis) Amberg. Nach der Steuerbeschreibung von 1773 bestand Irlbach aus 14 Anwesen, darunter das abgebrochene Hammergut mit einer Mühle, dabei auch die Laurentiuskapelle, die ehemalige Hammerhauskapelle, der Pfarrei Hahnbach zugehörig.
In Irlbach bestand im 15. Jhd. ein Eisenhammer, der im 16. Jhd. zu einem eisenverarbeitenden Hammer umgebaut wurde. Der Hammer wurde vom Wasser der Vils angetrieben. Aus einem Bericht des Johann German Barbing an den Kurfürst Ferdinand Maria vom 16. Januar 1666 heißt es zu dem Hammer: E(I)rlbach: Ein Schinhammer allda. Auch alles zu grunde gegangen. Vom alten Gemäuer ist hin und wieder etwas stehen geblieben. Anstatt des Hammerwerks ist eine Mühle mit zwei Gängen erbaut worden, so Paul Sighart genießt, aber zur Auferbauung des Hammers keine Mittel hat. Die Anlage wird als Bodendenkmal unter der Aktennummer D-3-6436-0128 im Bayernatlas als „archäologische Befunde des abgegangenen spätmittelalterlichen und frühneuzeitlichen Hammerherrensitzes und der zugehörigen Kapelle St. Laurentius in Irlbach“ geführt. Die ehemalige Hammerkapelle ist zudem unter der Aktennummer D-3-71-126-37 als denkmalgeschütztes Baudenkmal von Irlbach verzeichnet.
Am 1. Januar 1972 wurde die ehemalige Gemeinde Irlbach nach Hahnbach eingegliedert.